# Fuerte Tombecbe
El fuerte de Tombecbe fue un fuerte francés de época de la Luisiana francesa situado en el condado de Sumter, Alabama, EE. UU. En época británica se conoció como fort York (1763) y en época española se denominó fuerte Confederación (1794).

## Historia
Fue construido por orden de Jean-Baptiste Le Moyne, Sieur de Bienville en 1736-1737, sobre un acantilado sobre el río Tombigbee. Su propósito era establecer relaciones comerciales y acuerdos con los Choctaw, quienes lograban apoyo frente a los chickasaw, para frenar la amenaza anexionista inglesa desde la provincia de Georgia. En 1736, durante las guerras Chickasaw-Choctaw, una partida de seiscientos soldados franceses del fuerte Tombecbé junto a seiscientos guerreros chockwat libró la batalla de Ackia cerca de la actual Tupelo (Misisipi).
En 1763, por el tratado de París, el territorio quedó bajo control británico dentro de la Florida Oriental y el fuerte se denominó fort York, que fue abandonado en 1768.
En 1794, época de la Florida española, el fuerte fue refundado con el acuerdo de los choctaw en el tratado de Boukfouka, pasando a denominarse fuerte Confederación. Se construyó un perímetro con montículo, una empalizada y construcciones para las viviendas del capitán, de la guarnición, así como edificios auxiliares. En 1796 España renunció a este territorio frente a los EE. UU. firmando el tratado de San Lorenzo (1795). Al igual que sucediera con el fuerte San Fernando de las Barrancas (Memphis, Tennessee), fue abandonado y desmantelado en 1797.
En 1802 Estados Unidos tomó posesión, a través del tratado de Fort Confederation. Continuó siendo utilizado como puesto comercial con los choctaw hasta su eventual abandono en el siglo XIX.

## Descripción
El sitio de Fort Tombecbe actualmente es propiedad de la Universidad de West Alabama y la Archaeological Conservancy, y es operado por el personal del museo Black Belt de Livingston.